# Calcochloris
Calcochloris är ett släkte i familjen guldmullvadar (Chrysochloridae) som förekommer i södra Afrika. Fram till slutet av 1990-talet räknades bara en art till släktet och numera skiljs mellan tre arter.

## Utseende
Liksom alla andra guldmullvadar är de anpassade för att gräva i marken. De påminner om mullvadar men är inte släkt med dem. För att gräva har de kraftiga klor vid framtassarna och klon av den mellersta tån är tydlig förlängd. Kroppslängden ligger mellan 10 och 11 cm och den korta svansen är gömd i pälsen. Liksom hos andra guldmullvadar saknas yttre öron och ögonen är täckta av päls. Pälsens färg varierar mellan gyllen och ljusbrun.

## Ekologi
Individerna gräver tunnlar i sanden som ligger upp till 20 cm under ytan. Med sina sinnen uppfattar de vibrationer av bytesdjurens rörelser. De äter daggmaskar, insekter och andra ryggradslösa djur.

## Arter och utbredning
Enligt Wilson & Reeder (2005) utgörs släktet av tre arter.
- Calcochloris leucorhinus hittades i Kamerun, Kongo-Kinshasa och Angola och har kanske ett större utbredningsområde.
- Gul guldmullvad (Calcochloris obtusirostris) lever i sydöstra Zimbabwe, södra Moçambique och östra Sydafrika.
- Calcochloris tytonis är bara känd från en enda delvis upplöst individ som hittades i spybollen av en uggla i Somalia.

I äldre avhandlingar räknas C. leucorhinus och C. tytonis till släktet Chlorotalpa. Enligt nyare studier bör de räknas till Calcochloris.
IUCN listar gul guldmullvad som livskraftig (LC) och de andra två med kunskapsbrist (DD).